# Salva Reina
Salvador Reina Girona (Las Palmas de Gran Canaria, Gran Canaria; 9 de abril de 1978), más conocido como Salva Reina es un actor y humorista español.
En 2025 es galardonado con el Premio Goya al Mejor actor de reparto por su papel en El 47 de Marcel Barrena.

## Biografía
Salva Reina nació en Las Palmas de Gran Canaria el 9 de abril de 1978 por motivos laborales de su padre, aunque es originario de Pizarra (Málaga) y creció desde su niñez en la capital malagueña. Licenciado en Ciencias de la Actividad Física y del Deporte por la Universidad de Granada.

## Carrera
Comenzó su andadura profesional en el espectáculo en programas de humor y obras de teatro, Full de Reyes y Reina junto a Pedro Reyes.
Entre 2004 y 2008 trabajó en la serie SOS Estudiantes de Canal Sur. Posteriormente, participó en las series de Antena 3 Generación DF (2008) y Somos cómplices (2009), así como en la serie Padre Medina (2009), la versión para Canal Sur de la premiada serie gallega Padre Casares.
En cine, realizó su debut en la cinta 321 días en Michigan (2014) del director Enrique García y, poco después, participó en La isla mínima (2014) dirigida por Alberto Rodríguez.
A partir de 2015, interpretó a José («Jozé») en la serie de Antena 3 Allí abajo, que se mantuvo en emisión durante cinco temporadas, formando parte del elenco principal en todas ellas. También durante ese año, colaboró como tertuliano en Zapeando. En septiembre de 2015, se estrenó como presentador del programa Este coche es una ruina, para Canal Sur.
En 2016 participó en la película Villaviciosa de al lado. En junio de ese año, comenzó el rodaje de la película El intercambio, en la que interpreta a uno de los personajes secundarios, compartiendo escenas con otros actores como Hugo Silva, Paco Tous, Pepón Nieto, Natalia Roig o Rossy de Palma. La película está dirigida por el malagueño Ignacio Nacho y producida por Marila Films. En el otoño rodó la película Señor, dame paciencia
En 2018 protagonizó la serie cómica de Televisión Española, Sabuesos. Un año más tarde, protagonizó también la serie Malaka, interpretando a Darío Arjona (alias «el Gato»), y grabó la quinta y última temporada de Allí abajo.
En 2024, Movistar Plus estrenó la serie de comedia Muertos S.L., protagonizada por Carlos Areces y donde interpreta a Nino, el conductor de la funeraria donde se desarrolla la historia. Ese año participó en la película El 47, que fue multipremiada, y por la que recibió el Premio Goya al mejor actor de reparto, y nominaciones en las Medallas del Círculo de Escritores Cinematográficos.

## Vida privada
El actor mantiene una relación sentimental con la actriz, Kira Miró desde el 2022.

## Filmografía

### Cine
| Año  | Película                            | Personaje     | Notas        |
| ---- | ----------------------------------- | ------------- | ------------ |
| 2014 | 321 días en Michigan                | Juani         |              |
| 2014 | La isla mínima                      | Jesús         |              |
| 2016 | Villaviciosa de al lado             | Nino          |              |
| 2017 | Señor, dame paciencia               | Leo           |              |
| 2017 | El intercambio                      | Segundo       |              |
| 2018 | El mejor verano de mi vida          | Usha          |              |
| 2019 | Antes de la quema                   | Quique        |              |
| 2019 | Adiós                               | Drogadicto    |              |
| 2020 | Hasta que la boda nos separe        | Capitán       |              |
| 2020 | La lista de los deseos              | Toni          |              |
| 2021 | Con quién viajas                    | Julián        |              |
| 2021 | Confinamiento incluido              | Rupert        |              |
| 2022 | Los veranos de tu invierno          | Antonio       | Cortometraje |
| 2022 | Isósceles                           | Víctor        |              |
| 2022 | El universo de Óliver               | Miguel        |              |
| 2022 | Todos lo hacen                      | Sergio        |              |
| 2022 | Elipsis                             | Brother       |              |
| 2023 | Tregua(s)                           | Edu           |              |
| 2023 | Desmadre incluido                   | Rupert        |              |
| 2023 | Cuánto me queda                     | Pablo         |              |
| 2024 | Vienes o voy                        | Pedro         |              |
| 2024 | Tu madre o la mía                   | Paco          |              |
| 2024 | El 47                               | Felipín       |              |
| 2024 | ¿Es el enemigo? La película de Gila | Cabo          |              |
| 2024 | ¿Quién es quién?                    | David Fuentes |              |
| 2024 | Polar                               | Cara de Bueno |              |

### Televisión
| Año           | Título                   | Personaje                            | Notas                               |
| ------------- | ------------------------ | ------------------------------------ | ----------------------------------- |
| 2004–2008     | SOS Estudiantes          | Fede                                 | Elenco principal (cinco temporadas) |
| 2008          | Generación DF            | Alex                                 | 5 episodios                         |
| 2009–2010     | Padre Medina             | Gumersindo Rivero                    | Elenco principal; 25 episodios      |
| 2015          | Zapeando                 | Él mismo                             | Colaborador recurrente              |
| 2015–2019     | Allí abajo               | José Gregorio «Jozé» Narváez Murillo | Elenco principal; 69 episodios      |
| 2017          | La zona                  | Gabriel Sánchez Soler «El Caníbal»   | Elenco recurrente; 8 episodios      |
| 2018          | Sabuesos                 | Alberto Tébar Prieto                 | Protagonista; 10 episodios          |
| 2019          | Malaka                   | Darío Arjona «Gato»                  | Elenco principal; 8 episodios       |
| 2021          | Deudas                   | Raúl Reyes Carranza                  | Elenco principal; 13 episodios      |
| 2022          | Feria: la luz más oscura | Marcos                               | Elenco principal (miniserie)        |
| 2022          | Si lo hubiera sabido     | Alfredo Fernández                    | Elenco principal; 7 episodios       |
| 2024          | Mano de hierro           | Miguel «Miki» Rosillo                | Elenco recurrente; 8 episodios      |
| 2024–presente | Muertos S.L.             | Nino                                 | Elenco principal; 14 episodios      |

### Teatro
| Obra                        |
| --------------------------- |
| Full de Reyes y Reina       |
| En ocasiones veo a Humberto |
| Se ha escribido un crimen   |

## Premios y nominaciones
| Año  | Categoría                                 | Trabajo nominado | Resultado | Ref.  |
| ---- | ----------------------------------------- | ---------------- | --------- | ----- |
| 2025 | Mejor interpretación masculina de reparto | El 47            | Ganador   | [ 7 ] |

| Año  | Categoría              | Trabajo nominado | Resultado | Ref.  |
| ---- | ---------------------- | ---------------- | --------- | ----- |
| 2025 | Mejor actor secundario | El 47            | Nominado  | [ 8 ] |

| Año  | Categoría                      | Trabajo nominado | Resultado | Ref.  |
| ---- | ------------------------------ | ---------------- | --------- | ----- |
| 2020 | Mejor interpretación masculina | Malaka           | Nominado  | [ 9 ] |